# Faeröerse supercup (vrouwen)
De Faeröerse supercup is een voetbal competitie op de Faeröer Eilanden tussen de winnaars van de 1. deild (vrouwen) en Faeröerse voetbalbeker (vrouwen).uit het voorgaande seizoen.

## Geschiedenis
De competitie werd in 2019 voor het eerst georganiseerd als tegenhanger van de Stórsteypadystur bij de mannen. De wedstrijd werd gespeeld in het Tórsvøllur, HB won overtuigend met 7-1. De editie van 2020 werd geannuleerd vanwege de coronapandemie.

## Wedstrijden
| Jaar | Winnaar                    | Uitslag                    | Finalist                   |
| ---- | -------------------------- | -------------------------- | -------------------------- |
| 2019 | HB Tórshavn                | 7-1                        | EBS/Skála*                 |
| 2020 | Geannuleerd                | Geannuleerd                | Geannuleerd                |
| 2021 | KÍ Klaksvík                | 4-1                        | NSÍ Runavík                |
| 2022 | NSÍ Runavík                | 0-0 n.s. (4-2)             | KÍ Klaksvík                |
| 2023 | NSÍ Runavík en KÍ Klaksvík | NSÍ Runavík en KÍ Klaksvík | NSÍ Runavík en KÍ Klaksvík |

*: EB-Streymur/Skála IF is een samengesteld team
Overwinningen per club:
| Club        | Aantal |
| ----------- | ------ |
| HB Tórshavn | 1x     |
| KÍ Klaksvík | 1x     |
| NSÍ Runavík | 1x     |